# Ray Errol Fox
Ray Errol Fox (* 13. Juli 1939 in Philadelphia) ist ein US-amerikanischer Journalist, Liedtexter und Filmproduzent. Für seinen Kurzdokumentarfilm Yad Vashem: Preserving the Past to Ensure the Future erhielt er bei der Oscarverleihung 1990 eine Nominierung für den Besten Dokumentar-Kurzfilm.

## Leben
Ray Errol Fox begann seine Karriere als Liedtexter für Fernseh- und Serienthemen. So schrieb er unter anderem die Songs Dream World für Gene Pitney und Here’s to Love für Jack Jones sowie die Texte zum Musical The Confidence Man, letzteres zusammen mit Jim Steinman.
1979 veröffentlichte er einen Roman über Angela Ambrosia, die über zehn Jahre an Leukämie erkrankt war.
1986 überarbeitete Ray Errol Fox das Drehbuch zum Film Hot Shot – Der Weg zum Sieg. Anschließend schrieb und produzierte er 1989 den Film Yad Vashem: Preserving the Past to Ensure the Future über die Gedenkstätte Yad Vashem in Jerusalem, die bei der Oscarverleihung 1990 als bester Dokumentar-Kurzfilm nominiert wurde. Seine weitere Dokumentation Freedom to Hate von 1993 beschäftigt sich mit neuem Antisemitismus in Russland kurz nach dem Ende der Sowjetunion. 2003 folgte ein Drehbuch zum Fernsehfilm Mafia Doctor.
Heute hat Fox unter dem Namen Son of the Cucumber King einen Weblog.

## Filmografie
- 1986: Hot Shot – Der Weg zum Sieg (Hotshot) (Drehbuch)
- 1989: Yad Vashem: Preserving the Past to Ensure the Future (Drehbuch und Produktion)
- 1994: Freedom to Hate (Drehbuch und Produktion)
- 2003: Mafia Doctor (Drehbuch)

## Werke
- Angela Ambrosia. Random House, 1979, ISBN 978-0-394-50096-6.